# Nephrit
Nephrit (ngọc bích) là một biến thể của actinolit trong nhóm amphibol giàu magnesi và calci (tập hợp khoáng vật của chúng cũng tạo thành một dạng asbestos). Công thức hóa học của nephrit là Ca2(Mg, Fe)5Si8O22(OH)2.
Ngọc bích và phỉ thuý là hai loại khoáng vật có công thức hoá học khác nhau nhưng cùng được gọi là ngọc thạch (tiếng Anh: jade). Phỉ thuý là một biến thể của pyroxen.

## Tên gọi
Tên nephrite có nguồn gốc từ lapis nephriticus, có nguồn gốc từ tiếng Hy Lạp là λίθος νεφριτικός. νεφρός λίθος, có nghĩa là 'đá (sỏi) thận' và là phiên bản tiếng Latinh và tiếng Hy Lạp của piedra de ijada trong tiếng Tây Ban Nha (nguồn gốc từ jade và jadeite). Theo đó, ngọc bích nephrite từng được cho là có thể chữa được bệnh sỏi thận.

### Các tên gọi khác
Ở Việt Nam, nephrit được gọi là ngọc bích. Nephrite khai thác ở vùng Hoà Điền, Tân Cương, Trung Quốc còn được gọi là ngọc Hòa Điền.
Nhiều người vì nghe tên "ngọc bích" mà nhầm tưởng rằng loại ngọc này chỉ có màu xanh bích. Thực chất, chữ "bích" [璧] trong tên "ngọc bích" cũng là một từ chỉ ngọc. Trong bài thơ Tô Tần Đình kỳ 2, Nguyễn Du có viết: "Hoàng kim bách dật, bích bách song" (黄金百鎰璧百雙), dịch ra là "Hoàng kim trăm dật, ngọc bích trăm đôi."

#### Dương chi bạch ngọc

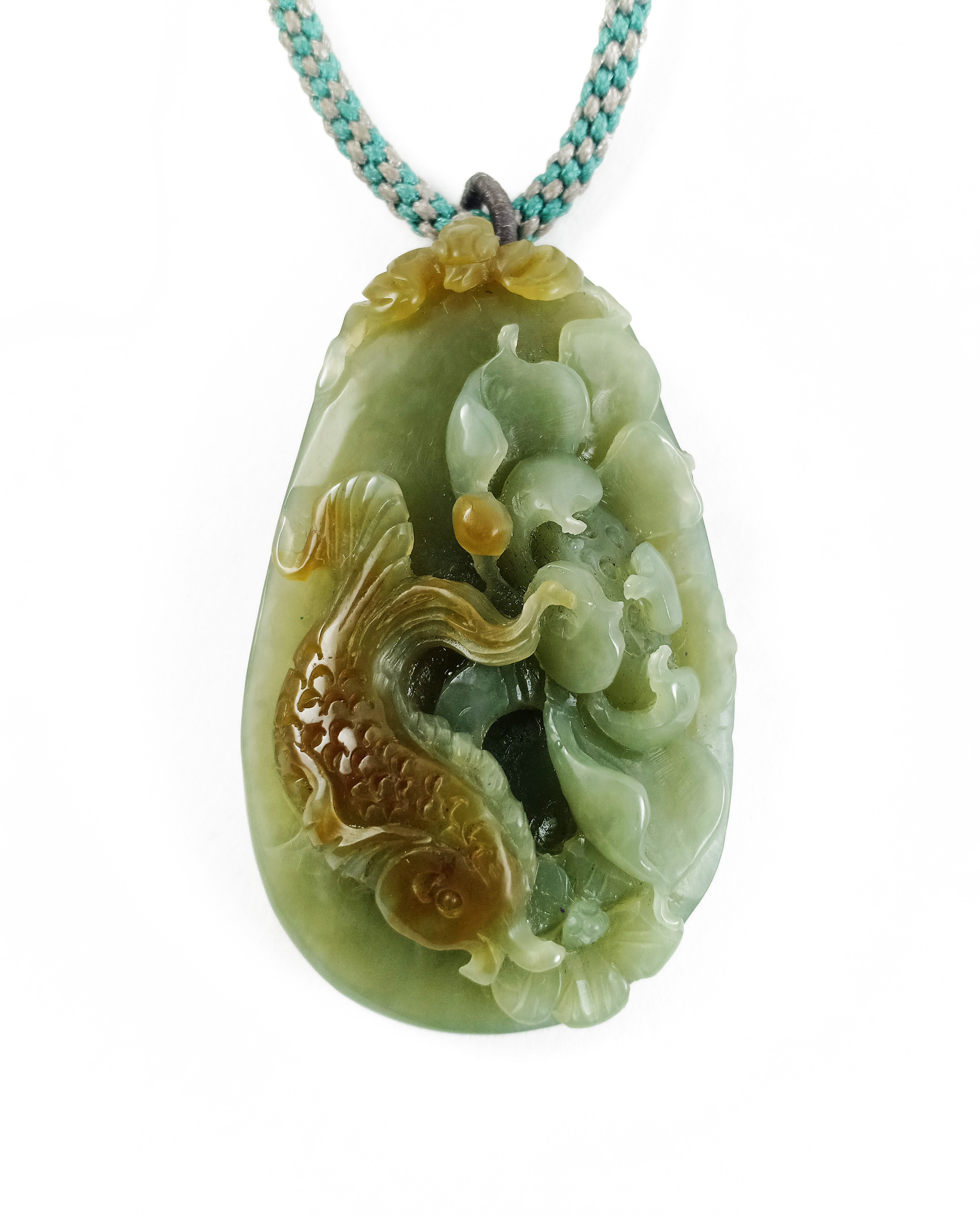
Mặt dây bằng ngọc nephrit xanh, xuất xứ Trung Quốc

### Siberia, Nga

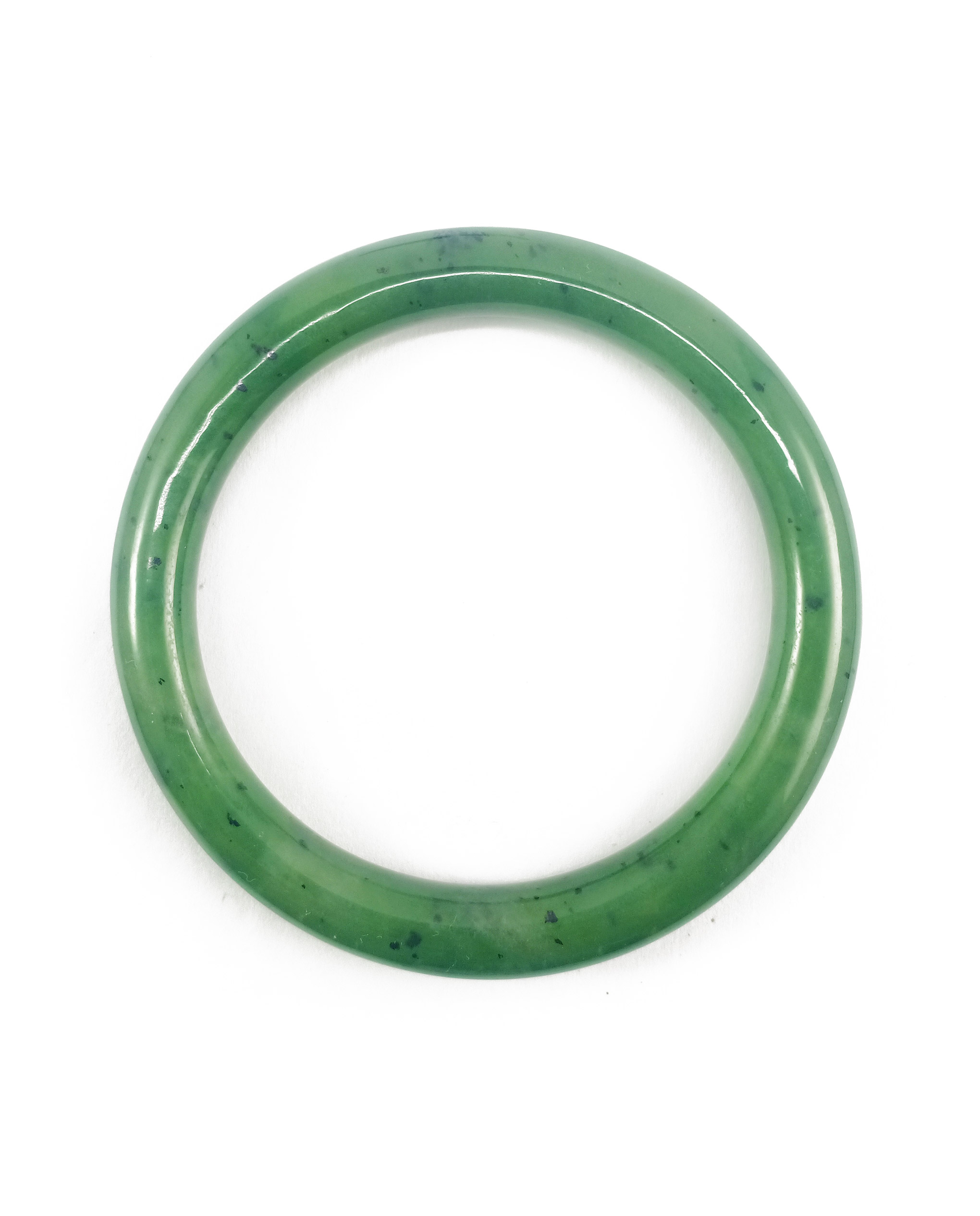
Vòng liền khối bằng nephrite xanh, xuất xứ siberia